# Đorđe Vujadinović
Đorđe „Đokica” Vujadinović (szerbül: Ђорђе Вујадиновић; Szendrő, Szerb Királyság, 1909. november 29. – Belgrád, Jugoszlávia, 1990. október 5.) szerb labdarúgócsatár, edző.
A Jugoszláv királyság válogatottjának tagjaként részt vett az 1930-as világbajnokságon.